# Dasyrhicnoessa macalpinei
Dasyrhicnoessa macalpinei är en tvåvingeart som beskrevs av Lorenzo Munari 2004. Dasyrhicnoessa macalpinei ingår i släktet Dasyrhicnoessa och familjen Canacidae. Inga underarter finns listade i Catalogue of Life.